# Holcim
Holcim és una empresa multinacional suïssa dedicada a la producció i comercialització de ciment i materials de construcció.
Holcim desenvolupa les seves activitats en més de 70 països. Té més de cent plantes operatives de producció integral de ciment, i unes cent més dedicades a la fabricació parcial de ciment a partir de clinker. El grup Holcim compta amb més de 80 000 empleats, amb una forta presència en mercats emergents, especialment a l'Àsia i Llatino-amèrica. El 2014 es va fusionar amb la companyia Lafarge per formar el grup LafargeHolcim.